# Каркарчай
Каркарчай, также Гаргарчай (азерб. Qarqarçay) или Каркар (арм. Կարկառ); в низовье — Гаджибабакобусу, — река в Азербайджане, правый приток Куры. Начинается в горах Карабахского хребта, который является частью Малого Кавказа, а согласно БРЭ и карте данной Британникой является частью и Армянского нагорья.
В античности Каркарчай являлся одной из трёх главных рек исторической области Арцах. Над рекой находится Шушинская крепость XVIII века.

## Гидроним
Гидроним «Каркарчай» состоит из исконного географического названия и тюркского апеллятива «чай» со значением «река», «речка». Согласно немецкому филологу Г. Хюбшману, этимологизируется от армянского слова «Каркар» (арм. Կարկառ) — «груда камней». Согласно «Энциклопедическому словарю топонимов Азербайджана», название реки восходит к гаргарам, одному из племён Кавказской Албании.

## Характеристика
Река берёт начало на высоте 2080 м в Карабахском хребте, в месте слияния рек Зарыслы и Халфали, протекает в скалистом каньоне и впадает в Куру. Основными притоками Каркарчая являются реки Баллыджа, Дагдаган, Бадара и др. Река имеет дождевое, снеговое и подземное питание, её длина составляет 115 км.

## Галерея

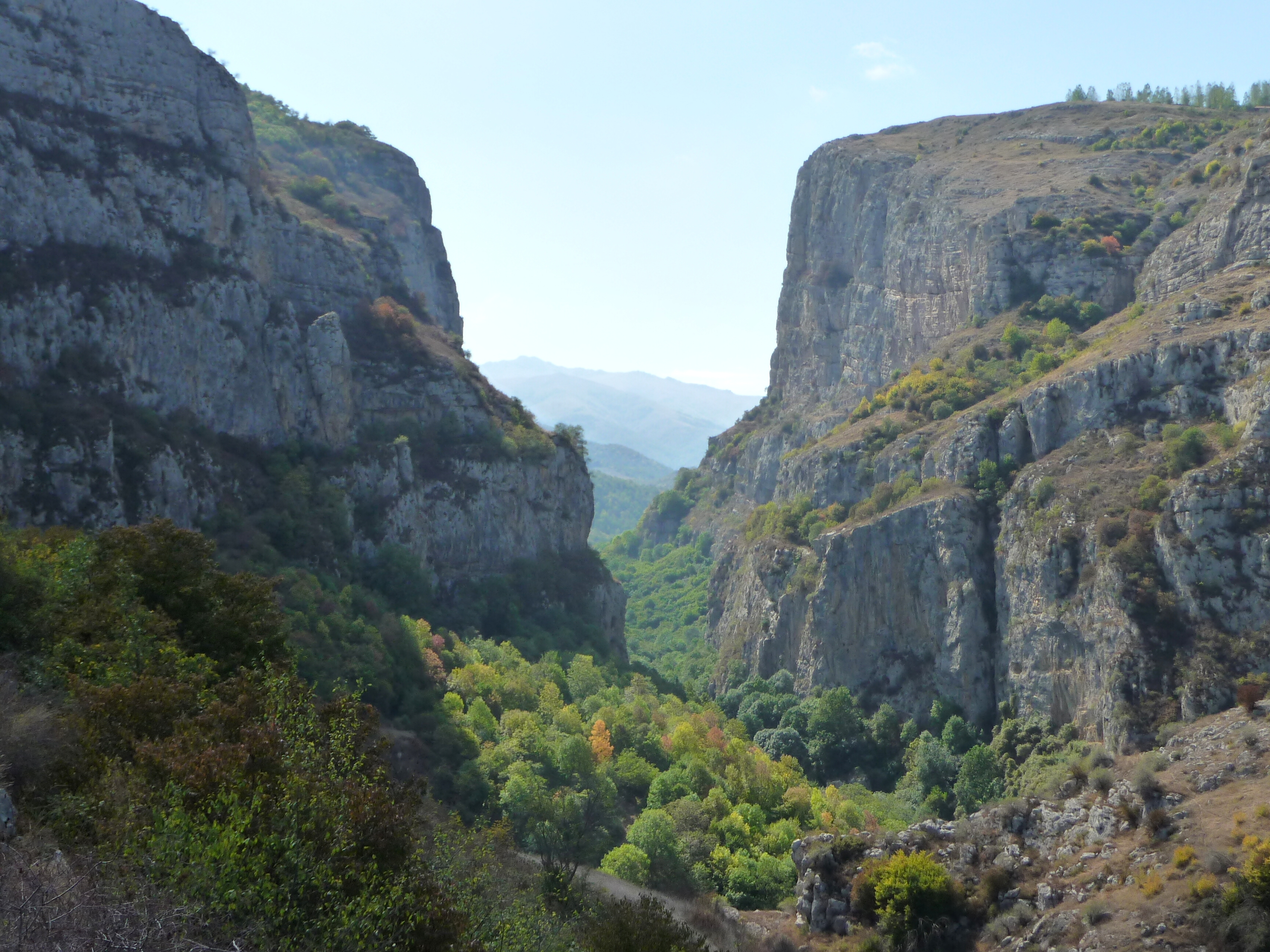
Каньон реки Каркарчай
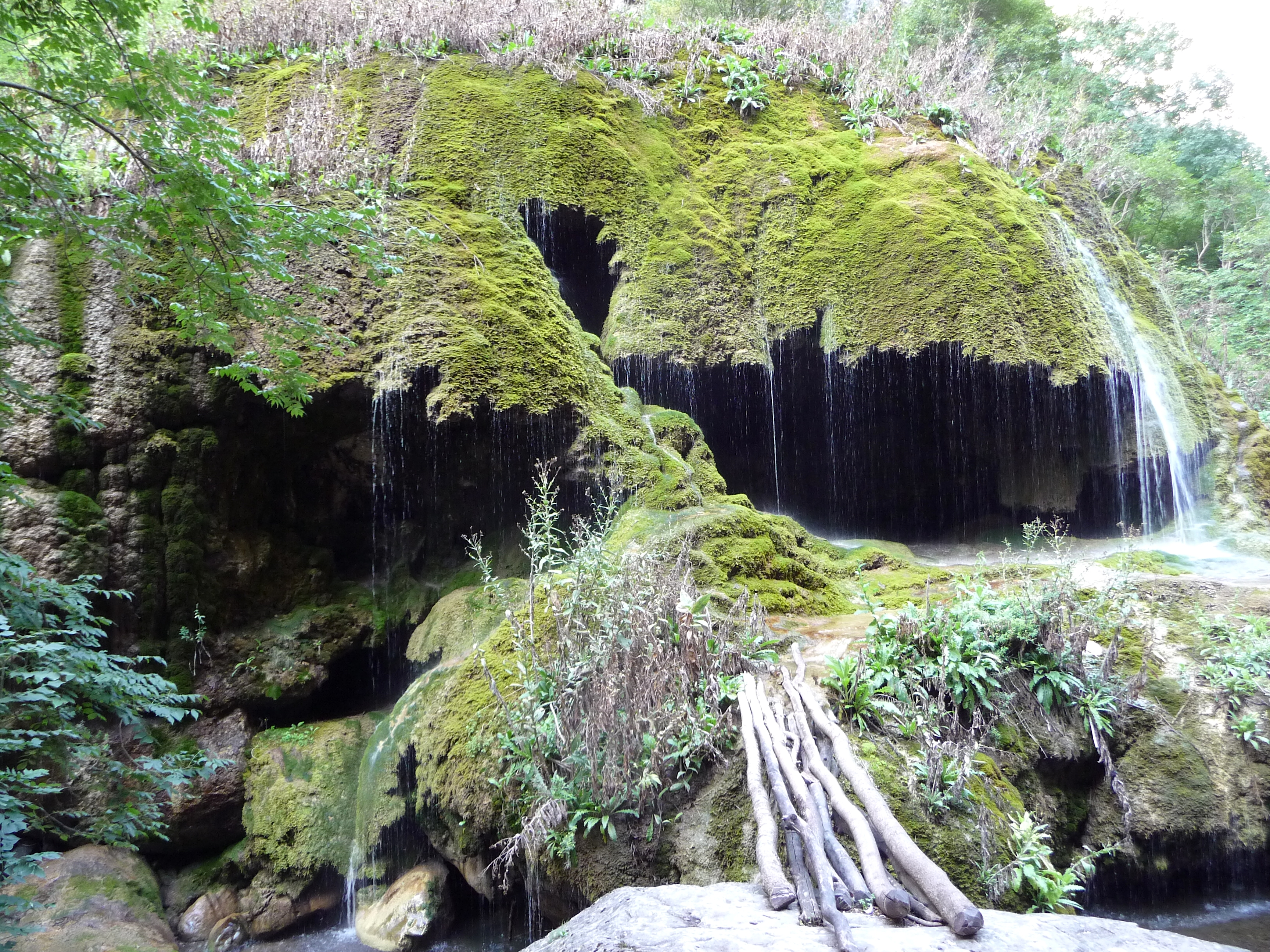
Природный памятник «Зонтик»